# ФК Боксит
ФК Боксит је фудбалски клуб из Милића, Република Српска, Босна и Херцеговина.
Два пута је освојио Прву лигу Републике Српске у сезонама 1995/96. и 1999/00., а 1998. је био финалиста Купа Републике Српске.
ФК Боксит је после првог дела сезоне 2002/03. напустио Прву лигу Републике Српске.
Након две године проведене у Другој лиги Републике Српске, Боксит се због финансијских потешкоћа сели у Трећу лигу, где је био две сезоне (2006/07., 2007/08.). У сезони 2007/08., клуб се под вођством Зорана Мајсторовића враћа у Другу лигу. Сезону је завршио са 10 бодова предности испред другопласиране екипе из Каракаја, са само два пораза у прва четири кола и низом од 15 узастопних победа. Ове године клуб ће покушати да се врати у Прву лигу Републике Српске.

## Историја
Клуб је основан 1972. године.

## Највећи успеси
- Прва лига Републике Српске

Првак (2)
- 1995/96., 1999/00.

- Куп Републике Српске

Освајач купа —
Финалиста (1)
- 1997/98